# Chaetabraeus gandhii
Chaetabraeus gandhii är en skalbaggsart som beskrevs av Yves Gomy 2009. Chaetabraeus gandhii ingår i släktet Chaetabraeus och familjen stumpbaggar. Inga underarter finns listade i Catalogue of Life.